# Iuri Tavares
Iuri António Teixeira Tavares (Lisboa, Portugal; 8 de marzo de 2001) es un futbolista caboverdiano. Juega de delantero y su equipo actual es el Charlotte FC de la Major League Soccer. Es internacional absoluto por la selección de Cabo Verde desde 2022.

## Trayectoria
Graduado de las inferiores del Vitória de Guimarães, Tavares debutó en el primer equipo el 21 de noviembre de 2021 ante el Moreirense por la Copa de Portugal.
El 31 de enero de 2023, firmó en el Crown Legacy FC de la MLS Next Pro, siendo promovido al Charlotte FC en 2024.

## Selección nacional
Debutó en la selección de Cabo Verde el 28 de marzo de 2022 ante San Marino por un amistoso.

## Estadísticas
Actualizado al último partido disputado el 17 de marzo de 2024.
| Club                           | Div.          | Temporada     | Liga  | Liga  | Copas nacionales | Copas nacionales | Copas internacionales | Copas internacionales | Total | Total |
| Club                           | Div.          | Temporada     | Part. | Goles | Part.            | Goles            | Part.                 | Goles                 | Part. | Goles |
| ------------------------------ | ------------- | ------------- | ----- | ----- | ---------------- | ---------------- | --------------------- | --------------------- | ----- | ----- |
| Vitoria Guimaraes Portugal     | 1.ª           | 2021-22       | 0     | 0     | 1                | 0                | —                     | —                     | 1     | 0     |
| Vitoria Guimaraes Portugal     | Total club    | Total club    | 0     | 0     | 1                | 0                | 0                     | 0                     | 1     | 0     |
| Estoril Portugal               | 1.ª           | 2022-23       | 0     | 0     | 0                | 0                | —                     | —                     | 0     | 0     |
| Estoril Portugal               | Total club    | Total club    | 0     | 0     | 0                | 0                | 0                     | 0                     | 0     | 0     |
| Crown Legacy FC Estados Unidos | 3.ª           | 2023          | 27    | 12    | —                | —                | —                     | —                     | 27    | 12    |
| Crown Legacy FC Estados Unidos | Total club    | Total club    | 27    | 12    | 0                | 0                | 0                     | 0                     | 27    | 12    |
| Charlotte FC Estados Unidos    | 1.ª           | 2024          | 4     | 1     | 0                | 0                | —                     | —                     | 4     | 1     |
| Charlotte FC Estados Unidos    | Total club    | Total club    | 4     | 1     | 0                | 0                | 0                     | 0                     | 4     | 1     |
| Total carrera                  | Total carrera | Total carrera | 31    | 13    | 0                | 0                | 0                     | 0                     | 32    | 13    |